# Cintheaux
Cintheaux ist eine französische Gemeinde mit 176 Einwohnern (Stand: 1. Januar 2022) im Département Calvados in der Region Normandie. Sie gehört zum Arrondissement Caen und zum Kanton Le Hom. Die Einwohner werden als Cintheauxiens bezeichnet.

## Geografie
Cintheaux liegt rund 16 km südsüdöstlich von Caen. Umgeben wird die Cintheaux von den Gemeinden Le Castelet im Norden und Nordosten, Saint-Sylvain im Osten, Cauvicourt im Südosten, Gouvix im Süden, Bretteville-sur-Laize im Südwesten und Westen sowie Fontenay-le-Marmion in nordwestlicher Richtung.

## Bevölkerungsentwicklung
| Jahr                             | 1793 | 1836 | 1876 | 1926 | 1946 | 1968 | 1999 | 2016 |
| Einwohner                        | 224  | 245  | 233  | 175  | 132  | 172  | 180  | 192  |
| Quelle: Cassini, EHESS und INSEE |      |      |      |      |      |      |      |      |

## Sehenswürdigkeiten
- Kirche Saint-Germain aus dem 12. Jahrhundert, Monument historique
- Ehemalige Schule, Monument historique
- Kanadischer Soldatenfriedhof

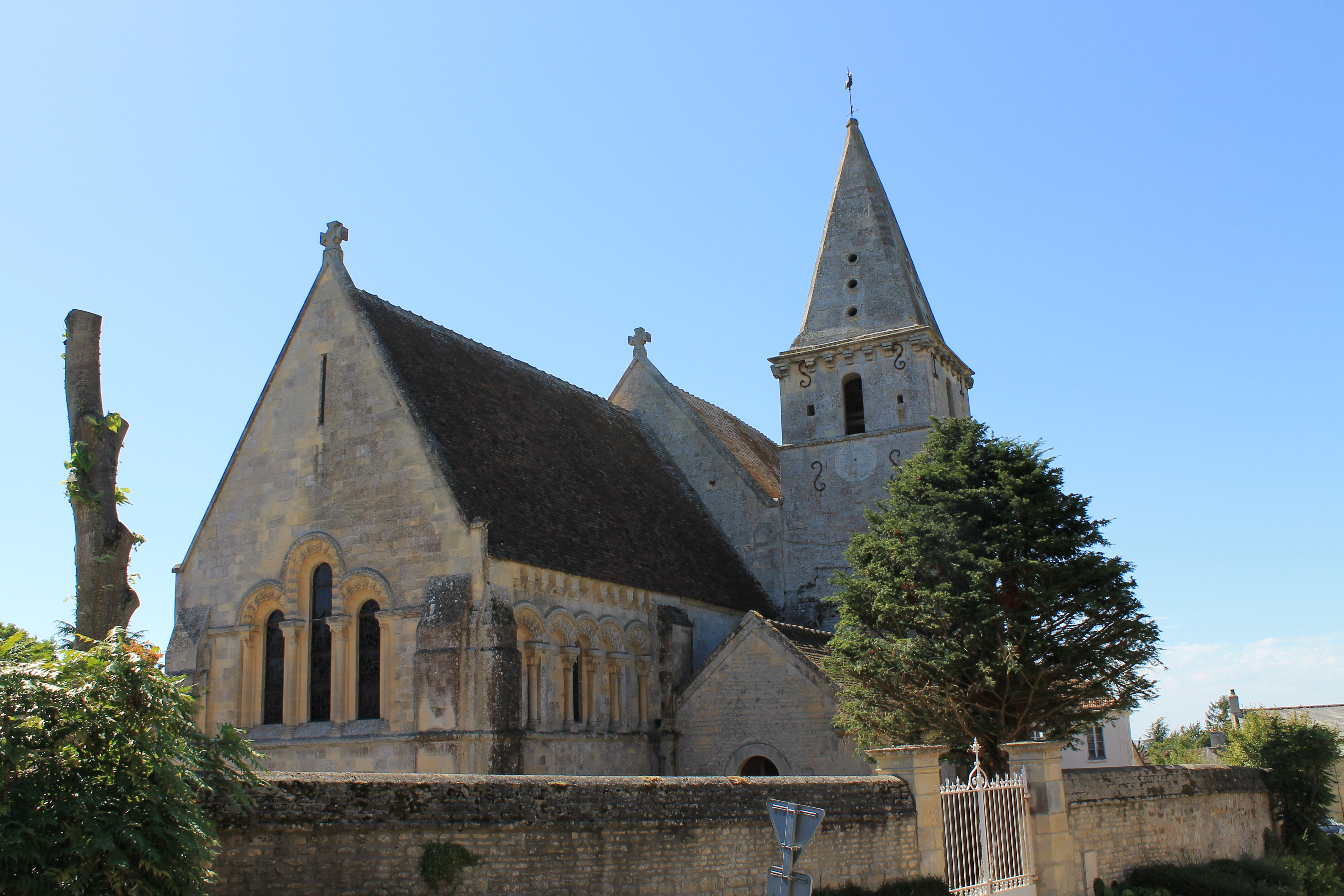
Kirche Saint-Germain
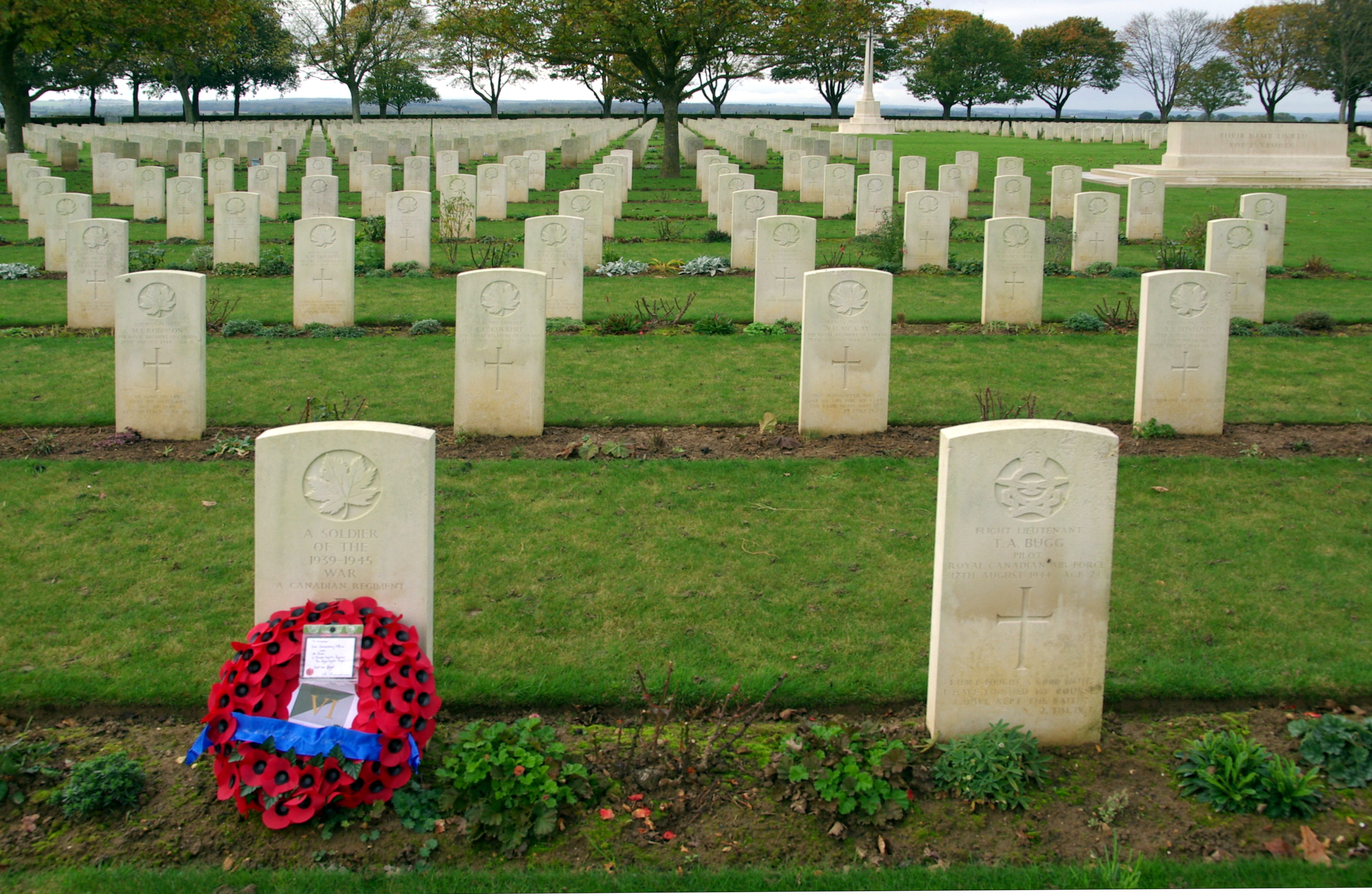
Blick auf den Soldatenfriedhof
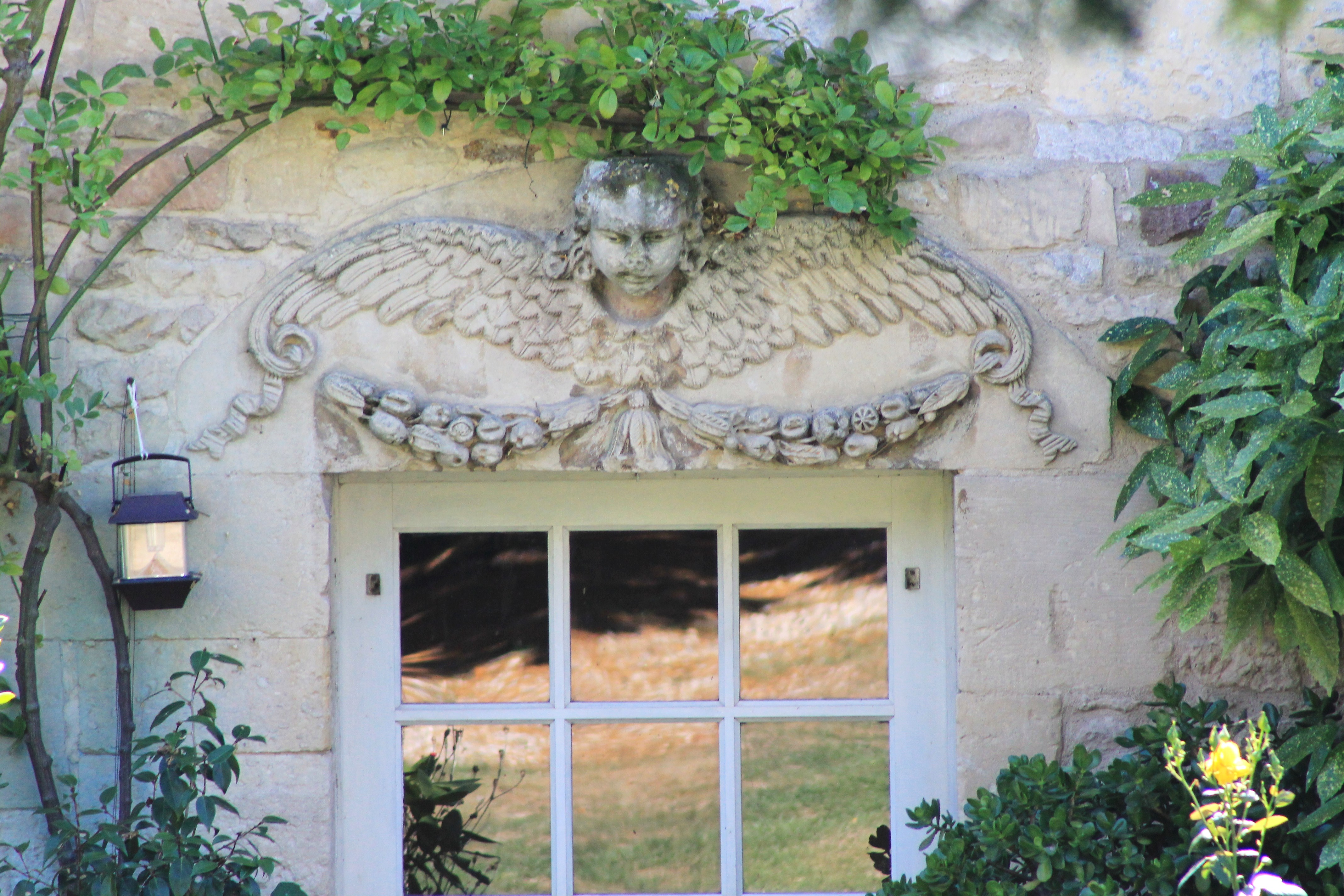
Relief an der ehemaligen Schule